# Fehér Rózsa
A Fehér Rózsa (németül: Weiße Rose) a náci rezsimmel szembeni békés német ellenállási mozgalom volt a II. világháború alatt. Keresztény német diákok alapították, akiket mélyen megrázott az a brutalitás, ahogy a nácik a zsidókkal és baloldali érzelmű emberekkel bántak. 
A csoportot egy Falk Harnack nevű ellenálló ösztönzésére Hans Scholl és húga, Sophie alapította. Kezdetben öt müncheni diák alkotta, mindegyikük a húszas évei elején járt, és mindnyájan a Lajos–Miksa Egyetem hallgatói voltak. A tagok Christoph Probst, Alexander Schmorell és Willi Graf voltak; később egy professzor, Kurt Huber is csatlakozott hozzájuk, aki az utolsó két röplap készítésében működött közre. A csoport 1942 júniusa és 1943 februárja között hat náciellenes röplapot készített és terjesztett német egyetemeken. A hetedik röplap már nem jelenhetett meg, mivel a csoport tagjait 1943. február 18-án a Gestapo letartóztatta. Ennek előzménye az volt, hogy Sophie Scholl az egyetem folyosóján szórta szét a csoport röpcéduláit, és ezt a gondnok, aki a náci párt tagja volt, észrevette. 

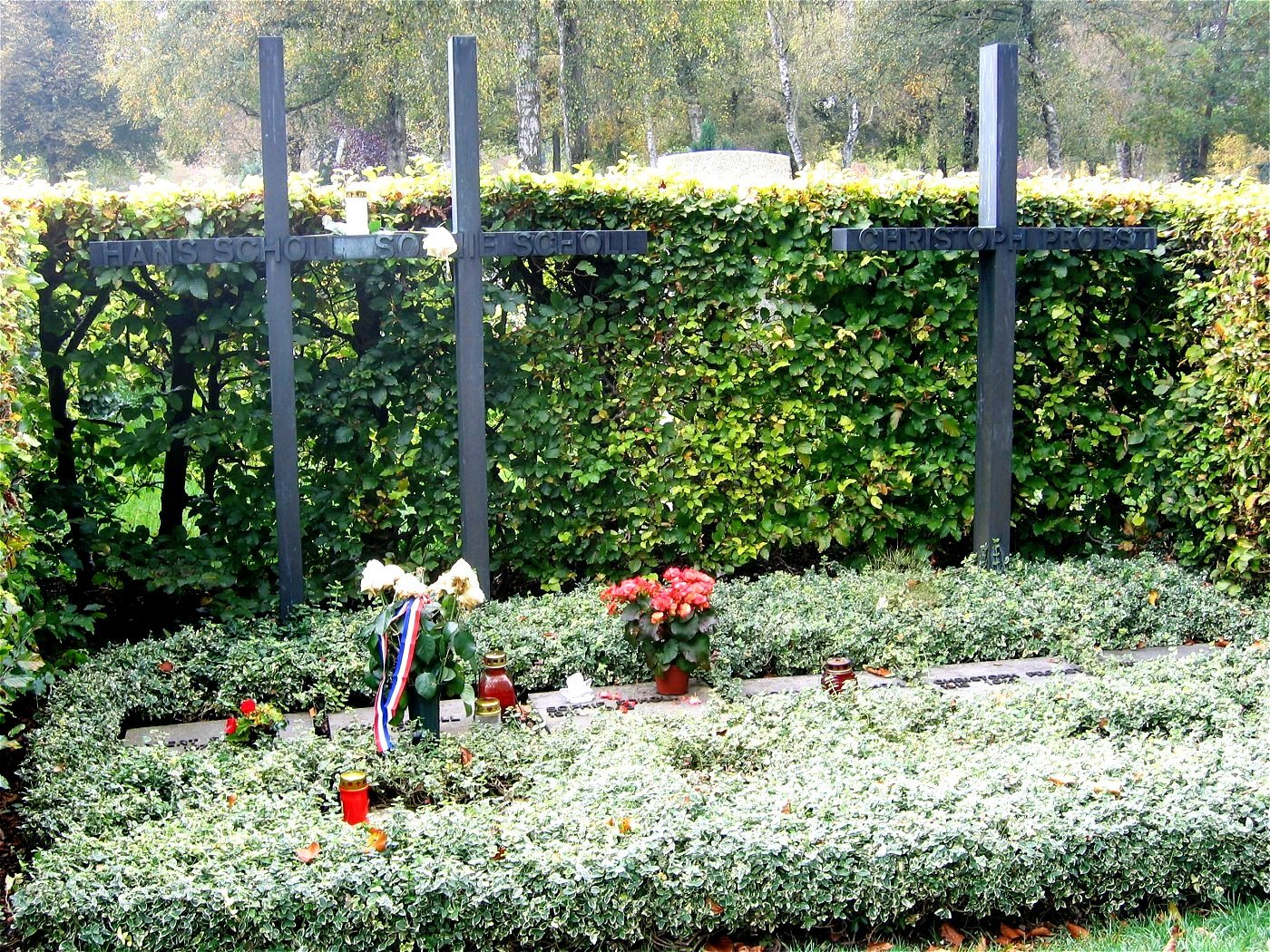
Sophie és Hans Scholl, valamint Christoph Probst sírja Münchenben

A fogság és a kínzások sem tudták megtörni a Scholl testvérpár elszántságát, akik mindvégig kitartottak ügyük mellett. A testvérek a Volksgericht (Népbíróság) elé kerültek, és a bírósági tárgyalás során mindkettőjüket nyaktiló általi halálra ítélték. Kivégzése előtt Hans ezt írta cellája falára: „Dacolva a túlerővel”. Mindkettőjüket 1943. február 22-én fejezték le. Halála előtt Hans Scholl így kiáltott fel: „Éljen a szabadság!”.